# Gérard Gouiran
Pour les articles homonymes, voir Gouiran.
Gérard Gouiran, né le 3 novembre 1945 au Rove et mort le 14 mai 2025 à Martigues, est un auteur spécialisé dans la littérature médiévale occitane et professeur émérite d'occitan à l'université Paul-Valéry de Montpellier III.

## Biographie
Gérard Gouiran est né le 3 novembre 1945 au Rove, qui était à l'époque un petit village, proche de Marseille. Ses parents parlaient souvent en occitan entre eux, mais en évitant de le faire avec leurs enfants, de crainte de nuire à leur éducation. Ce n'est qu'à la suite de ses études classiques à Marseille, puis à l'Institut d'études provençales à Paris, que le professeur redécouvrit la langue occitane, et c'est alors qu'il se consacra à la littérature française du Moyen Âge. Plus connu pour son édition des textes du troubadour Bertran de Born, il a écrit et parlé de façon notoire de la lyrique, l'épique et la romance troubadouresques.
Il est professeur émérite d'occitan à l'université Paul-Valéry de Montpellier III.
Par ailleurs, il est président de l'Association des amis du Centre interrégional de développement de l'occitan et membre d'honneur de l'Association internationale d'études occitanes.

## Ouvrages
Il publie notamment des ouvrages sur la littérature occitane médiévale, les troubadours, leurs poésies et leurs chansons :
- Le seigneur-troubadour d'Hautefort. L'œuvre de Bertran de Born, 2e éd., 1987, Aix-en-Provence, université de Provence, 1987, 643 p.[7]
- avec Micheline de Combarieu du Grès, La Chanson de Girart de Roussillon, traduction, présentation et notes. Paris, Livre de Poche, 1993 (Lettres gothiques, 4534)[8].
- Et ades sera l’Alba, Angoisse de l’Aube. Recueil des chansons de l’aube des troubadours, 2005  (ISBN 2-84269-667-0)[9].
- Études sur la littérature occitane du Moyen Âge, tomes 1 et 2, 2016[10].